# Justicia fiscal
La justicia fiscal es una corriente de pensamiento político, económico y social favorable a la creación de "un sistema de derechos y obligaciones equilibrado, donde la recaudación de recursos sea progresiva, equitativa, y transparente y donde se asegure el financiamiento de políticas públicas orientadas a mejorar la calidad de vida de las personas, logrando altos niveles de equidad socioeconómica en armonía con el medio ambiente".

## Propuestas para una justicia fiscal
Varias soluciones básicas son propuestas por la sociedad civil:
- Introducir transparencia: Reporte Público País por País, publicación de los elementos básicos de todos los acuerdos fiscales bilaterales entre países y también entre gobiernos y corporaciones multinacionales, Proteger las fuentes (alertador) que denuncian la evasión fiscal a gran escala.
- Una Comisión Fiscal Intergubernamental auspiciada por las Naciones Unidas.
- La reforma del sistema fiscal de las empresas.

Esto supone avanzar en un proceso de redistribución de ingresos y de riquezas capaz de disminuir la desigualdad y que promueva la equidad y la inclusión social, tanto a nivel nacional, subregional, regional e internacional.
Para cumplir con este objetivo, el sistema fiscal debe estar diseñado y articulado de tal manera que establezca una coherencia entre la política recaudatoria y las políticas de gasto público. Sus partidarios defienden que la recaudación debe regirse por un principio de progresividad, para recaudar en función de la capacidad económica real que se tiene (tanto empresas como individuos) y financiar el gasto público.

## Organizaciones para una justifica fiscal
Un movimiento de la sociedad civil formado por activistas, organizaciones de base (como la Red de Justicia Fiscal de América Latina y el Caribe (RJF)), ONG, sindicatos, etc. trabaja para cambiar el sistema fiscal en diversas regiones del mundo, para lograr políticas fiscales que ayuden a reducir las desigualdades. 
La Alianza Global por la Justicia Fiscal (GATJ, por su sigla en inglés) es la coalición de organizaciones y activistas de la sociedad civil unidos a favor de una mayor transparencia, control democrático y redistribución de la riqueza en los sistemas fiscales nacionales y globales.
Es formada por cinco redes regionales en África, América Latina, Asia y Australia, América del Norte y Europa, que en conjunto representan a cientos de organizaciones:
- Tax Justice Network-Africa (TJN-A)
- Tax and Fiscal Justice Asia (TAFJA)
- Red de Justicia Fiscal de América Latina y el Caribe (RJF)
- Tax Justice Europe (TJE)
- Canadians for Tax Fairness en Canada (C4TF) y FACT Coalition en Estados Unidos.